# Andromeda I
Andromeda I è una galassia nana sferoidale situata nell'omonima costellazione alla distanza di circa 2,4 milioni di anni luce dalla Terra.
È una galassia satellite della Galassia di Andromeda (M31) e quindi fa parte del Gruppo Locale. Per le conoscenze acquisite al 2005, And I risulta la galassia nana sferoidale più vicina a M31, ad una distanza stimata in circa 150.000 anni luce (circa 40.000 parsec).
Fu scoperta nel 1970 da Sidney van den Bergh utilizzando il telescopio dell'Osservatorio di Monte Palomar. Ulteriori studi sono stati effettuati tramite la "Wide Field and Planetary Camera 2" del Telescopio spaziale Hubble, evidenziando che le stelle del ramo orizzontale sono prevalentemente stelle rosse come in altre galassie nane sferoidali.
In base a questo, per l'abbondanza di stelle blu del ramo orizzontale e per la scoperta nel 2005 di 99 stelle RR Lyrae, si è giunti a concludere che And I ha attraversato un Lungo periodo di formazione stellare. Si stima che la galassia abbia un'età approssimativa di 10 miliardi di anni. Il telescopio Hubble ha inoltre scoperto la presenza di un ammasso globulare, nonostante il grado di luminosità di And I.